# NGC 2732
NGC 2732 je galaksija u zviježđu Žirafi.

## Vanjske poveznice
- SEDS: NGC 2732